# Aiborlang Khongjee
Aiborlang Khongjee (Lyngkhat, 9 dicembre 1987) è un ex calciatore indiano, di ruolo difensore.

## Statistiche

### Cronologia presenze e reti in nazionale
| Cronologia completa delle presenze e delle reti in nazionale ― India | Cronologia completa delle presenze e delle reti in nazionale ― India | Cronologia completa delle presenze e delle reti in nazionale ― India | Cronologia completa delle presenze e delle reti in nazionale ― India | Cronologia completa delle presenze e delle reti in nazionale ― India | Cronologia completa delle presenze e delle reti in nazionale ― India | Cronologia completa delle presenze e delle reti in nazionale ― India | Cronologia completa delle presenze e delle reti in nazionale ― India |
| Data                                                                 | Città                                                                | In casa                                                              | Risultato                                                            | Ospiti                                                               | Competizione                                                         | Reti                                                                 | Note                                                                 |
| -------------------------------------------------------------------- | -------------------------------------------------------------------- | -------------------------------------------------------------------- | -------------------------------------------------------------------- | -------------------------------------------------------------------- | -------------------------------------------------------------------- | -------------------------------------------------------------------- | -------------------------------------------------------------------- |
| 27-12-2015                                                           | Thiruvananthapuram                                                   | India                                                                | 4 – 1                                                                | Nepal                                                                | SAFF Championship 2015 - 1º turno                                    | -                                                                    |                                                                      |
| 3-1-2016                                                             | Thiruvananthapuram                                                   | India                                                                | 2 – 1 dts                                                            | Afghanistan                                                          | SAFF Championship 2015 - Finale                                      | -                                                                    | 117’ 119’                                                            |
| 13-8-2016                                                            | Thimphu                                                              | Bhutan                                                               | 0 – 3                                                                | India                                                                | Amichevole                                                           | -                                                                    | 46’                                                                  |
| Totale                                                               |                                                                      | Presenze                                                             | 3                                                                    |                                                                      | Reti                                                                 | 0                                                                    |                                                                      |

## Palmarès

### Club

#### Competizioni nazionali
- I-League 2nd Division: 1

Shillong Lajong: 2011
- Coppa della Federazione indiana: 2

East Bengal: 2007, 2009

### Nazionale
- SAFF Championship: 1

2015